# Czerlejno
Czerlejno – wieś w Polsce położona w województwie wielkopolskim, w powiecie poznańskim, w gminie Kostrzyn.
Wieś duchowna Czerlenino, własność kapituły katedralnej gnieźnieńskiej, pod koniec XVI wieku leżała w powiecie poznańskim województwa poznańskiego.

## Historia

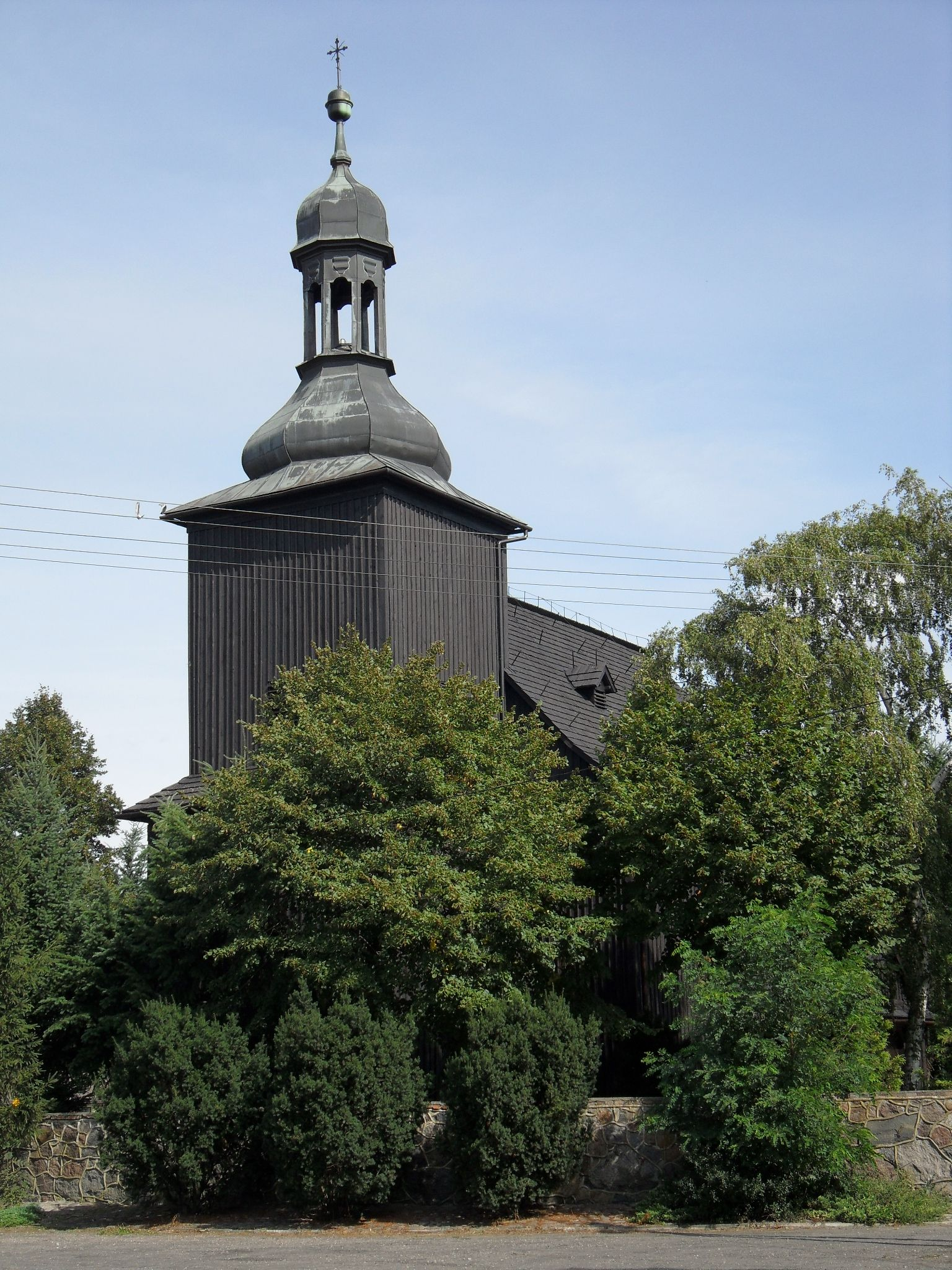
Kościół w Czerlejnie

Pierwsze wzmianki o wsi Czerlejno pojawiają się już w XI wieku. Po roku 1068 powstał tu jeden z najdawniejszych ośrodków parafialnych w Wielkopolsce, kościół pod wezwaniem Św. Idziego, ufundowany przez Władysława Hermana. Pierwotna nazwa Czyrnielino pochodziła od kmiecia Czyrniela. Była to wieś królewska, którą w 1246 roku otrzymał od księcia Przemysława I jego kanclerz Bogufał – biskup poznański w latach 1254–1265. Od roku 1257, z legatu Przemysława I, Czerlejno przeszło na własność kapituły gnieźnieńskiej.
W centrum wsi znajduje się zbudowany w 1743 drewniany kościółek pod wezwaniem Najświętszej Maryi Panny Wniebowziętej. Kościół posiada barokowe wnętrze z II połowy XVIII wieku. Na przykościelnym cmentarzu znajduje się między innymi grób Antoniego Wadyńskiego.
W 1834 roku w Czerlejnie założono szkołę powszechną. Na początku XX wieku powstał folwark wraz z pałacem myśliwskim, zbudowanym w latach 1914–1916 dla ówczesnego właściciela wsi Friederyczego. Po I wojnie światowej w 1921 Polak Zygmunt Stabrowski wykupił posiadłość, która znajdowała się w rękach niemieckich od ponad 100 lat.
W 1928 przy drodze do Trzeka wzniesiony został murowany pomnik – obelisk w 10. rocznicę powstania wielkopolskiego.